# Moiporá
| \| Moiporá \|                       |
| Lage der Ortschaft Moiporá in Goiás |
| Moiporá                             |

| Moiporá |

Moiporá, amtlich portugiesisch Município de Moiporá, ist eine brasilianische politische Gemeinde im Bundesstaat Goiás in der Mesoregion Zentral-Goiás und in der Mikroregion Iporá. Sie liegt westsüdwestlich der brasilianischen Hauptstadt Brasília und von Goiânia, der Hauptstadt des Bundesstaates.

## Geographische Lage
Moiporá grenzt
- im Norden an die Gemeinden Israelândia und Fazenda Nova
- im Nordosten an Córrego do Ouro
- im Osten an Aurilândia
- im Süden an Cachoeira de Goiás und Ivolândia
- im Westen an Iporá